# Estadio Huye

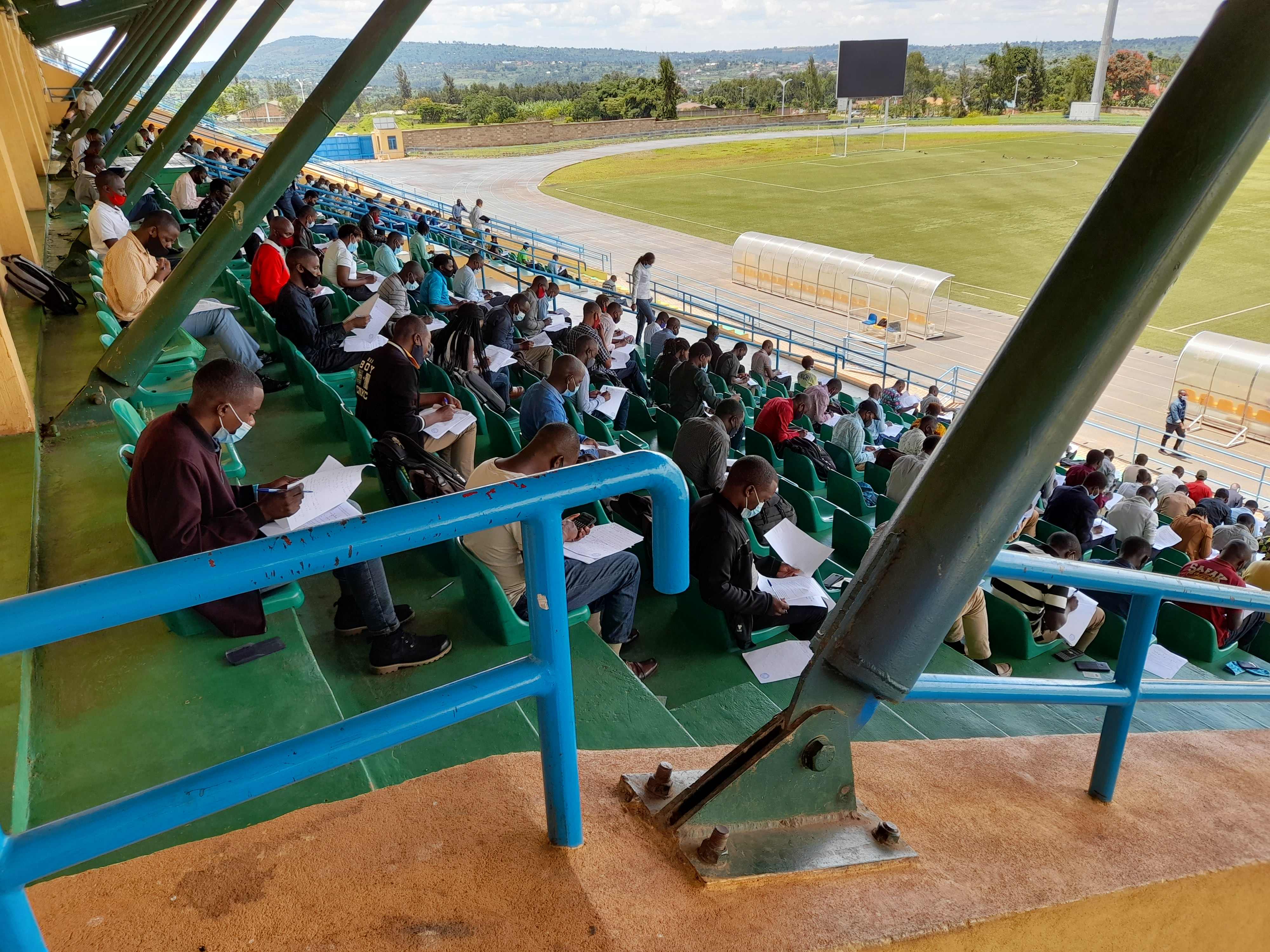
Estadio Huye en abril de 2021.

El Estadio Huye (en francés: Stade Huye) es el nombre que recibe un recinto deportivo de usos múltiples en Butare, una localidad del país africano de Ruanda. Actualmente se utiliza sobre todo para los partidos de fútbol y es el estadio sede Mukura Victory Sports FC y el Intare FC. El estadio tiene capacidad para 20 000 personas. Fue seleccionado como uno de los 4 estadios donde se disputó el Campeonato africano de naciones del año 2016, junto con Amahoro, Umuganda y el regional de Nyamirambo.